# W.A.H. Mulder-Schalekamp
Mevrouw W.A.H. Mulder-Schalekamp (1906 - 1975) was een Nederlands schrijfster en medium. Ze schreef voornamelijk boeken over het leven na de dood.
Volgens Mulder-Schalekamp was Emed haar geleidegids in het hiernamaals. Hij zou sommige van haar boeken hebben geschreven via automatisch schrift. Dat is een vorm van channelling waarbij wordt aangenomen dat de hand van het medium gestuurd wordt door een gids. Naar haar mening was Emed de geest van haar overleden oom Nicolaas Smorenberg (Alkmaar, 1875 - Lima, 1906).

## Boeken
Mulder-Schalekamp heeft de volgende boeken geschreven:
- 1968 - Op de grens van twee werelden, het wondere leven na de dood - ISBN 9060101189
- 1970 - De doden spreken - ISBN 9060100344
- 1971 - Emed, zijn leven aan gene zijde - ISBN 9060102118
- 1973 - De bron der wijsheid, de reïncarnaties van Emed - ISBN 906010594X

Deze boeken worden ook nu nog veel gelezen door geïnteresseerden in New age, spiritualiteit en het leven na de dood.
- International Standard Name Identifier: 0000 0003 6919 0634
- Nederlandse Thesaurus van Auteursnamen: 069228361
- Virtual International Authority File: 281858106
- WorldCat: E39PBJp637YMktXD8tmDBtY3wC